# Kumi Yokoyama
Kumi Yokoyama (横山久美?, Yokoyama Kumi; Tama, 13 agosto 1993) è un calciatore giapponese, attaccante dell'Okayama Yunogo Belle.
Nella sua carriera ha giocato con la maglia della nazionale giapponese di calcio femminile in 43 occasioni e realizzando 17 reti

## Biografia
A giugno 2021, Yokoyama ha fatto coming out come transgender maschio durante un'intervista condotta dalla fidanzata Yūki Nagasato; Yokoyama è stato incoraggiato a rivelare la notizia, dalla stessa Nagasato. Allo stesso tempo, ha annunciato il ritiro dal calcio giocato per completare gli interventi per il cambio di sesso.

## Statistiche

### Presenze e reti nei club
Statistiche aggiornate al 2 ottobre 2022.
| Stagione        | Squadra            | Campionato      | Campionato | Campionato | Coppe nazionali | Coppe nazionali | Coppe nazionali | Coppe continentali | Coppe continentali | Coppe continentali | Altre coppe | Altre coppe | Altre coppe | Totale | Totale | Totale |
| Stagione        | Squadra            | Comp            | Pres       | Reti       | Comp            | Pres            | Reti            | Comp               | Pres               | Reti               | Comp        | Pres        | Reti        | Pres   | Reti   |        |
| --------------- | ------------------ | --------------- | ---------- | ---------- | --------------- | --------------- | --------------- | ------------------ | ------------------ | ------------------ | ----------- | ----------- | ----------- | ------ | ------ | ------ |
| 2017-2018       | 1. FFC Francoforte | FB              | 22         | 4          | CG              | 2               | 2               | -                  | -                  | -                  | -           | -           | -           | 24     | 6      |        |
| Totale carriera | Totale carriera    | Totale carriera | .          | .          |                 | .               | .               |                    | .                  | .                  |             | .           | .           | .      | .      |        |

### Cronologia presenze e reti in nazionale
| Cronologia completa delle presenze e delle reti in nazionale ― Giappone | Cronologia completa delle presenze e delle reti in nazionale ― Giappone | Cronologia completa delle presenze e delle reti in nazionale ― Giappone | Cronologia completa delle presenze e delle reti in nazionale ― Giappone | Cronologia completa delle presenze e delle reti in nazionale ― Giappone | Cronologia completa delle presenze e delle reti in nazionale ― Giappone | Cronologia completa delle presenze e delle reti in nazionale ― Giappone | Cronologia completa delle presenze e delle reti in nazionale ― Giappone |
| Data                                                                    | Città                                                                   | In casa                                                                 | Risultato                                                               | Ospiti                                                                  | Competizione                                                            | Reti                                                                    | Note                                                                    |
| ----------------------------------------------------------------------- | ----------------------------------------------------------------------- | ----------------------------------------------------------------------- | ----------------------------------------------------------------------- | ----------------------------------------------------------------------- | ----------------------------------------------------------------------- | ----------------------------------------------------------------------- | ----------------------------------------------------------------------- |
| 6-3-2015                                                                | Algarve                                                                 | Giappone                                                                | 3 – 0                                                                   | Portogallo                                                              | Algarve Cup 2015                                                        | 1                                                                       |                                                                         |
| 1-8-2015                                                                | Wuhan                                                                   | Giappone                                                                | 2 – 4                                                                   | Corea del Nord                                                          | Coppa dell'Asia orientale                                               | -                                                                       |                                                                         |
| 4-8-2015                                                                | Wuhan                                                                   | Giappone                                                                | 1 – 2                                                                   | Corea del Sud                                                           | Coppa dell'Asia orientale                                               | -                                                                       |                                                                         |
| 8-8-2015                                                                | Wuhan                                                                   | Cina                                                                    | 0 – 2                                                                   | Giappone                                                                | Coppa dell'Asia orientale                                               | 1                                                                       |                                                                         |
| 29-11-2015                                                              | Volendam                                                                | Paesi Bassi                                                             | 3 – 1                                                                   | Giappone                                                                | Amichevole                                                              | -                                                                       |                                                                         |
| 29-2-2016                                                               | Osaka                                                                   | Giappone                                                                | 1 – 3                                                                   | Australia                                                               | Qual. Olimpiadi                                                         | -                                                                       |                                                                         |
| 2-3-2016                                                                | Osaka                                                                   | Giappone                                                                | 1 – 1                                                                   | Corea del Sud                                                           | Qual. Olimpiadi                                                         | -                                                                       |                                                                         |
| 4-3-2016                                                                | Osaka                                                                   | Giappone                                                                | 1 – 2                                                                   | Cina                                                                    | Qual. Olimpiadi                                                         | 1                                                                       |                                                                         |
| 7-3-2016                                                                | Osaka                                                                   | Giappone                                                                | 6 – 1                                                                   | Vietnam                                                                 | Qual. Olimpiadi                                                         | 1                                                                       |                                                                         |
| 9-3-2016                                                                | Osaka                                                                   | Giappone                                                                | 1 – 0                                                                   | Corea del Nord                                                          | Qual. Olimpiadi                                                         | -                                                                       |                                                                         |
| 2-6-2016                                                                | Commerce City                                                           | Stati Uniti                                                             | 3 – 3                                                                   | Giappone                                                                | Amichevole                                                              | 1                                                                       |                                                                         |
| 5-6-2016                                                                | Cleveland                                                               | Stati Uniti                                                             | 2 – 0                                                                   | Giappone                                                                | Amichevole                                                              | -                                                                       |                                                                         |
| 21-7-2016                                                               | Kalmar                                                                  | Svezia                                                                  | 3 – 0                                                                   | Giappone                                                                | Amichevole                                                              | -                                                                       |                                                                         |
| 1-3-2017                                                                | Algarve                                                                 | Giappone                                                                | 1 – 2                                                                   | Spagna                                                                  | Algarve Cup 2017                                                        | 1                                                                       |                                                                         |
| 3-3-2017                                                                | Algarve                                                                 | Giappone                                                                | 2 – 0                                                                   | Islanda                                                                 | Algarve Cup 2017                                                        | -                                                                       |                                                                         |
| 6-3-2017                                                                | Algarve                                                                 | Giappone                                                                | 2 – 0                                                                   | Norvegia                                                                | Algarve Cup 2017                                                        | 2                                                                       |                                                                         |
| 8-3-2017                                                                | Algarve                                                                 | Giappone                                                                | 2 – 3                                                                   | Paesi Bassi                                                             | Algarve Cup 2017                                                        | 1                                                                       |                                                                         |
| 9-4-2017                                                                | Kumamoto                                                                | Giappone                                                                | 3 – 0                                                                   | Costa Rica                                                              | Amichevole                                                              | 1                                                                       |                                                                         |
| 9-6-2017                                                                | Breda                                                                   | Paesi Bassi                                                             | 0 – 1                                                                   | Giappone                                                                | Amichevole                                                              | 1                                                                       |                                                                         |
| 13-6-2017                                                               | Lovanio                                                                 | Belgio                                                                  | 1 – 1                                                                   | Giappone                                                                | Amichevole                                                              | -                                                                       |                                                                         |
| 27-7-2017                                                               | Seattle                                                                 | Giappone                                                                | 1 – 1                                                                   | Brasile                                                                 | Tournament of Nations 2017                                              | -                                                                       |                                                                         |
| 30-7-2017                                                               | San Diego                                                               | Giappone                                                                | 2 – 4                                                                   | Australia                                                               | Tournament of Nations 2017                                              | -                                                                       |                                                                         |
| 3-8-2017                                                                | Carson                                                                  | Stati Uniti                                                             | 3 – 0                                                                   | Giappone                                                                | Tournament of Nations 2017                                              | -                                                                       |                                                                         |
| 22-10-2017                                                              | Nagano                                                                  | Giappone                                                                | 2 – 0                                                                   | Svizzera                                                                | Amichevole                                                              | -                                                                       |                                                                         |
| 28-2-2018                                                               | Algarve                                                                 | Giappone                                                                | 2 – 6                                                                   | Paesi Bassi                                                             | Algarve Cup 2018                                                        | -                                                                       |                                                                         |
| 2-3-2018                                                                | Algarve                                                                 | Giappone                                                                | 2 – 1                                                                   | Islanda                                                                 | Algarve Cup 2018                                                        | -                                                                       |                                                                         |
| 5-3-2018                                                                | Algarve                                                                 | Giappone                                                                | 2 – 0                                                                   | Danimarca                                                               | Algarve Cup 2018                                                        | -                                                                       |                                                                         |
| 7-4-2018                                                                | Amman                                                                   | Giappone                                                                | 4 – 0                                                                   | Vietnam                                                                 | Coppa d'Asia 2018                                                       | 1                                                                       |                                                                         |
| 10-4-2018                                                               | Amman                                                                   | Giappone                                                                | 0 – 0                                                                   | Corea del Sud                                                           | Coppa d'Asia 2018                                                       | -                                                                       |                                                                         |
| 17-4-2018                                                               | Amman                                                                   | Giappone                                                                | 3 – 1                                                                   | Cina                                                                    | Coppa d'Asia 2018                                                       | 2                                                                       |                                                                         |
| 20-4-2018                                                               | Amman                                                                   | Giappone                                                                | 1 – 0                                                                   | Australia                                                               | Coppa d'Asia 2018                                                       | 1                                                                       |                                                                         |
| 26-7-2018                                                               | Kansas City                                                             | Stati Uniti                                                             | 4 – 2                                                                   | Giappone                                                                | Tournament of Nations 2018                                              | -                                                                       |                                                                         |
| 29-7-2018                                                               | East Hartford                                                           | Giappone                                                                | 1 – 2                                                                   | Brasile                                                                 | Tournament of Nations 2018                                              | -                                                                       |                                                                         |
| 2-8-2018                                                                | Bridgeview                                                              | Giappone                                                                | 0 – 2                                                                   | Australia                                                               | Tournament of Nations 2018                                              | -                                                                       |                                                                         |
| 11-11-2018                                                              | Tottori                                                                 | Giappone                                                                | 4 – 1                                                                   | Norvegia                                                                | Amichevole                                                              | 1                                                                       |                                                                         |
| Totale                                                                  |                                                                         | Presenze                                                                | 35                                                                      |                                                                         | Reti                                                                    | 16                                                                      |                                                                         |

## Palmarès

### Nazionale
- Coppa d'Asia: 1

Giordania 2018
- Campionato asiatico under 19: 1

2011

### Individuali
- Capocannoniere del Campionato mondiale femminile Under 17 di calcio: 1

2010 (6 reti)